# Syberia (Computerspiel)
Syberia ist ein Computerspiel des französischen Spieleentwicklers Microïds. Das Adventure wurde vom belgischen Comiczeichner Benoît Sokal entworfen und ist der erste Teil der gleichnamigen Spielereihe.

## Handlung
Donnerstag, 18. April 2002: Die US-amerikanische Rechtsanwältin Kate Walker reist im Auftrag ihres Arbeitgebers, der Anwaltskanzlei Marson & Lormont, in das französische Valadilène. Ein wichtiger Großkunde der Kanzlei, die Universal Toy’s Company, möchte die in Valadilène beheimatete, in Familienbesitz befindliche Automatenfabrik „Manufaktur Voralberg“ aufkaufen, deren Eigentümerin Anna Voralberg dem Verkauf zugestimmt hat. Vor Ort muss Walker feststellen, dass Voralberg einen Tag zuvor verstorben ist. Da sie keine Kinder hatte und es auch sonst keine Familie gibt, geht Walker davon aus, auf Grund des schriftlich vorliegenden Veräußerungswunsches das Geschäft zügig durchführen zu können. Beim örtlichen Notar wird sie mit dem schriftlichen Geständnis Voralbergs konfrontiert, dass ihr tot geglaubter jüngerer Bruder Hans vermutlich am Leben ist und dem Verkauf zustimmen müsste.
Die 1916 geborene Anna und der 1920 geborene Hans Voralberg hatten immer ein besonders inniges Verhältnis zueinander, was sie die Launen ihres strengen Vaters Rodolphe, in den 1930er-Jahren Eigentümer der Automatenmanufaktur, ertragen ließ. Am 13. Mai 1930 erforschten die beiden Kinder eine von Hans entdeckte Höhle in der Nähe Valadilènes, in der sie Felszeichnungen von Mammuts und eine Mammutfigur fanden. Beim Versuch, letztere von einem Felsen zu bergen, rutschte Hans ab und schlug mit dem Kopf auf den Felsboden auf. Er lag anschließend eine Woche im Koma und erlitt durch den Sturz bleibende Verletzungen: Geistig blieb er auf dem Stand zum Zeitpunkt des Unfalls zurück. Sein Vater Rodolphe, der auf einen Erben gehofft hatte, versank in Verzweiflung. Die Situation besserte sich, als sich herausstellte, dass Hans trotz seiner Behinderung eine intuitive Begabung für die Konstruktion kompliziertester Automaten hatte und so signifikant zum Erfolg der Firma beitragen konnte. Ein Nebeneffekt seines Unfalls war eine manische Beschäftigung mit Mammuts, und am 6. März 1938 verließ er gegen den Willen seines Vaters heimlich das elterliche Zuhause, um sich auf den Weg nach Sibirien zu machen, wo er überlebende Mammuts vermutete. Der Vater verkraftete den Verlust seines Sohnes nicht und spielt der Dorfgemeinschaft dessen Tod vor; ein befreundeter Pastor stellte eine Todesurkunde für Hans aus, ohne einen Leichnam gesehen zu haben, und unter großer Anteilnahme des Dorfes ließ Rodolphe Voralberg einen leeren Sarg beerdigen. Hans hielt auf seinem Weg nach Nordosten mit seiner geliebten Schwester Anna losen Kontakt über gelegentliche Postsendungen, die oft technische Skizzen für technisch überragende Automaten enthielten, die den Ruf der nach dem Tod des Vaters im Februar 1942 von Anna geleiteten Manufaktur förderten. Auf Grund der starken Konkurrenz durch elektronische Produkte ging es mit der Manufaktur gleichwohl wirtschaftlich bergab. Kurz vor den Ereignissen des Spiels hatte Hans Anna Pläne für einen rein mechanischen Zug zukommen lassen und sie aufgefordert, nach seinen Plänen den Zug sowie einen semiintelligenten Zugführerautomaten zu konstruieren, die seinen Unfall verursachende Mammutpuppe zu finden und mit dieser im neu konstruierten Zug zu ihm zu reisen.
Der Zug ist untrennbar mit seinem Zugführer verknüpft, einem intelligenten Automaten namens Oscar. Nachdem Walker dessen Herstellungsprozess abgeschlossen hat, startet sie an Anna Voralbergs Stelle die Reise zu Hans – zunächst nur, um die nötige Unterschrift für die Fabrik-Transaktion einzuholen. Der Zug hält dabei selbständig an einigen Orten, an denen er neu aufgezogen werden muss, so in der Universitätsstadt Barrockstadt. Walker findet heraus, dass Hans Voralberg vor 50 Jahren an der Universität Paläontologievorlesungen besuchte, bevor er sich auf den weiteren Weg nach Sibirien machte, und dass die in Valadilène gefundene Puppe vermutlich vom Volk der Youkol hergestellt wurde, das in grauer Vorzeit in den Alpen beheimatet war und als Folge einer Klimaveränderung in den äußersten Norden Sibiriens wanderte. Mammuts bildeten die Lebensgrundlage der Youkol, die sie als Reittiere nutzten und ihr Fleisch, ihre Stoßzähne und ihr Fell verarbeiteten. Die Youkol wurden im 20. Jahrhundert in das russische Reich integriert; in Barrockstadt stößt Walker aber auf eine Legende, die besagt, dass es auf einer Insel namens Syberia im äußersten Norden Sibiriens noch eine Gruppe ursprünglicher Youkol gäbe, die dort in Koexistenz mit den letzten überlebenden Mammuts existiere. Hans Voralberg war auf der Suche nach dieser Insel.
Auf dem Weg Richtung Syberia erreicht Walker schließlich das ehemals mondäne Seebad Aralbad. Dort trifft sie auf Hans Voralberg, der den Kaufvertrag für die Spielzeugfabrik bedenkenlos unterschreibt und „seinen“ Zug Richtung Syberia besteigt. Für Walker steht ein Flugzeug bereit, das sie zurück nach New York bringen würde, wo eine erfolgreiche Karriere als Anwältin auf sie wartet – in letzter Sekunde entscheidet sie sich allerdings, Voralbergs Zug ins Ungewisse zu besteigen. Damit endet das Spiel.
Ein parallel stattfindender Nebenplot erschließt sich dem Spieler durch Telefonate, die Walker während ihrer Reise mit Personen aus ihrem Umfeld in New York führt. Ihr Verlobter Dan bringt wenig Verständnis für Walkers ungeplant langen Aufenthalt in Europa auf und entfremdet sich langsam von ihr. Walkers beste Freundin Olivia tröstet Dan zunächst, nach und nach kommen sich die beiden aber näher und verbringen schließlich eine Nacht miteinander.

### Schauplätze
Syberia spielt in Europa und nimmt Bezug auf tatsächliche geographische Relationen. Alle Schauplätze des Spiels sind jedoch fiktiv.

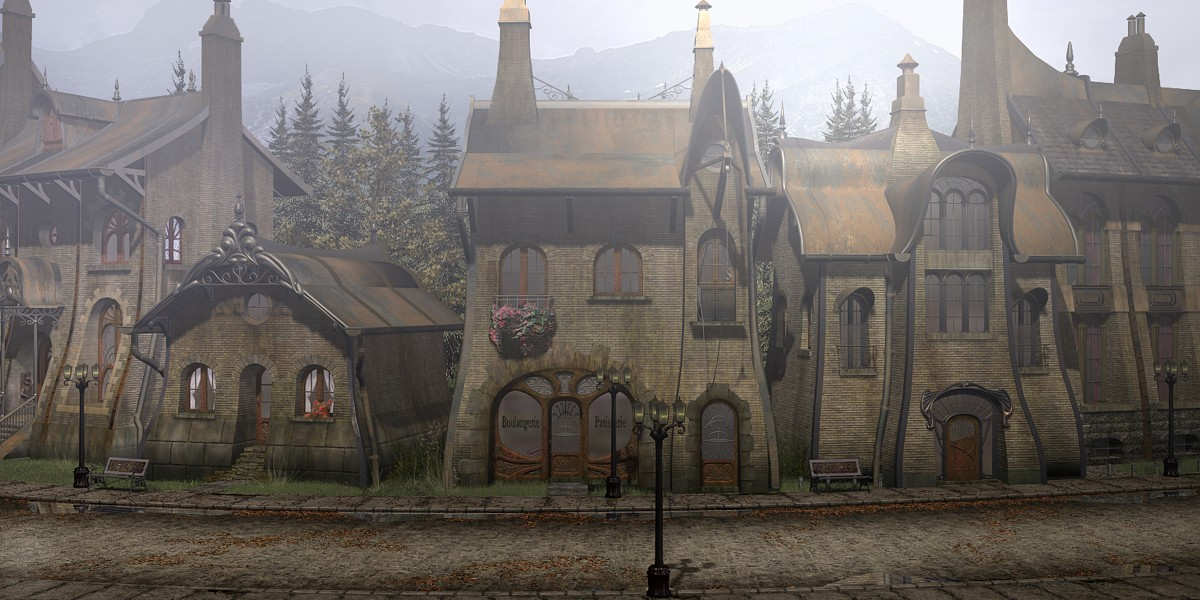
Valadilène
Valadilène ist eine Kleinstadt in einem Tal der französischen Alpen. Eine erste urkundliche Erwähnung findet sich für das Jahr 1242, als Mitglieder der aus „Valadilenus“ stammenden Familie Voralberg dem Kaiser Marionetten aus eigener Produktion vorführten. Seit dem Ende des 19. Jahrhunderts war die wirtschaftliche Bedeutung der Stadt eng an den Erfolg der seit dem 17. Jahrhundert bestehenden Automatenfabrik geknüpft. Die Einwohner sind stolz auf die technische fortgeschrittene Automatenproduktion in der Stadt und nehmen im Alltag gerne die Dienste von Automaten in Anspruch. Mit dem Niedergang der Automatenfabrik verließen viele jüngere Menschen in Ermangelung einer wirtschaftlichen Perspektive die Stadt. Die einzige für den Spieler sichtbare öffentliche Einrichtung ist der Bahnhof der Stadt. Weitere Einrichtungen sind ein Gasthof, eine Kirche und eine Anwaltskanzlei. Neben der Automatenfabrik ist eine Bäckerei die einzige Firma auf dem privatwirtschaftlichen Sektor. Es gibt eine Tageszeitung, das Valadilèner Tageblatt.
Barrockstadt

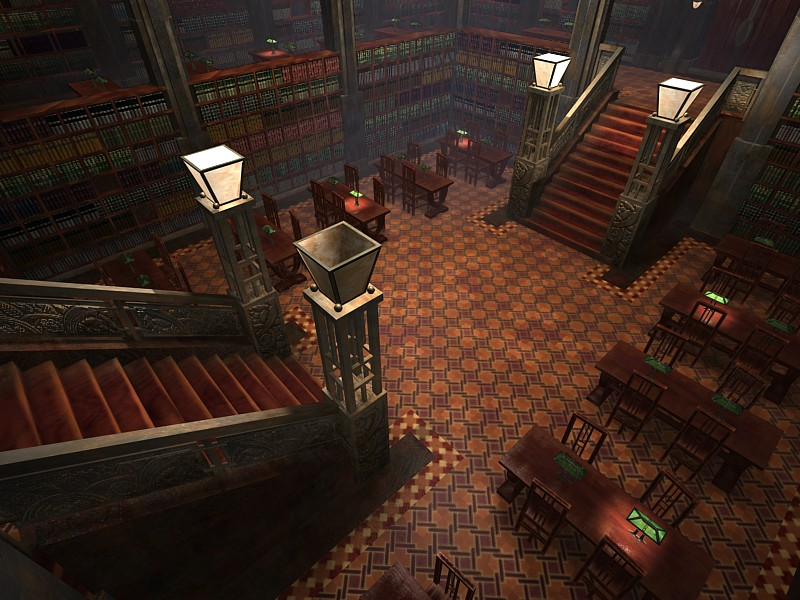
Universitätsbibliothek Barrockstadt

Barrockstadt ist eine Universitätsstadt, die möglicherweise in Österreich liegt. Sie liegt an einem schiffbaren, namenlosen Kanal. Die Universität ist bekannt für ihre biologische Fakultät. Der vollverglaste Bahnhof der Stadt stellt eine große Voliere für exotische Vögel dar, die vom Fachbereich Ornithologie der biologischen Fakultät der Universität gehalten werden. Bedroht werden die Bestände durch eingeschleppte Kuckucksvögel aus Amerzone, eine Referenz an ein älteres Sokal-Spiel. Dem Spieler sind nur der Bahnhof und die Universität zugänglich, aus der Ferne sind außerdem verfallende Wohnhäuser am Stadtrand sichtbar. Laut Benoît Sokal manifestieren sich in der Gestaltung Barrockstadts Anklänge auf die Erlebnisse seines Großvaters im Vorfeld des Zweiten Weltkriegs.
Komkolzgrad

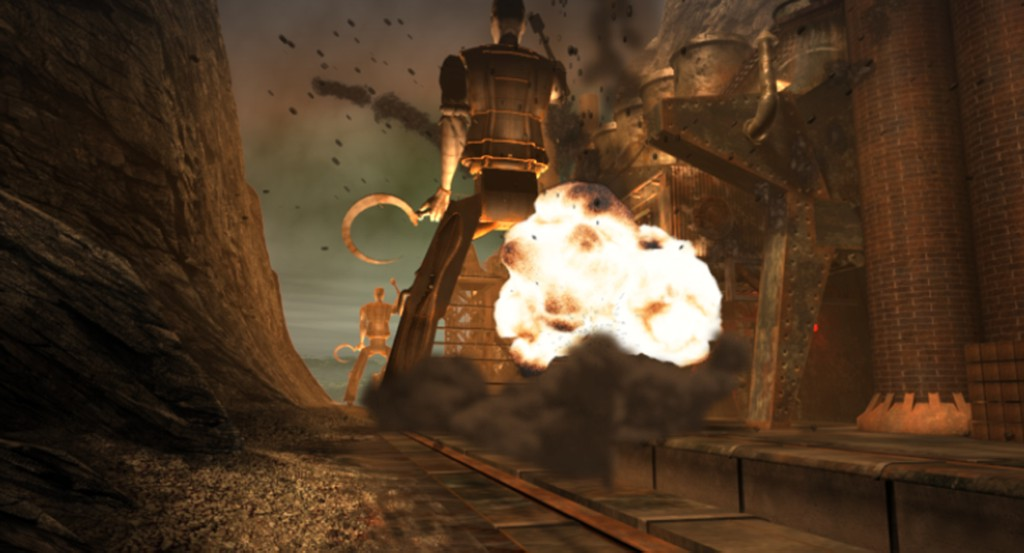
Zwischensequenz in Komkolzgrad

Der Industriekomplex Komkolzgrad besteht im Wesentlichen aus einer alten Fabrik irgendwo in Russland, die einstmals große wirtschaftliche Bedeutung hatte, mittlerweile aber mangels Rentabilität geschlossen wurde, sowie einem ebenso geschlossenen und teils geräumten ehemaligen Kosmodrom. In den 1970er-Jahren machte Hans Voralberg in Komkolzgrad Station und arbeitete an einem federbetriebenen Abschussmechanismus für Raketen, der jedoch nie fertiggestellt wurde, weil das Programm 1979 von der Regierung mangels Erfolgsaussicht eingestellt wurde. Zahlreiche Automaten wie zum Beispiel ein mechanischer Adler zum Verjagen von Vögeln vom Weltraumbahnhof zeugen noch von Voralbergs Wirken. Der ehemalige Direktor der Fabrik und ein ehemaliger Kosmonaut und Testpilot, der den Weltraumbahnhof notdürftig wartet, sind mittlerweile die einzigen verbliebenen Bewohner Komkolzgrads.

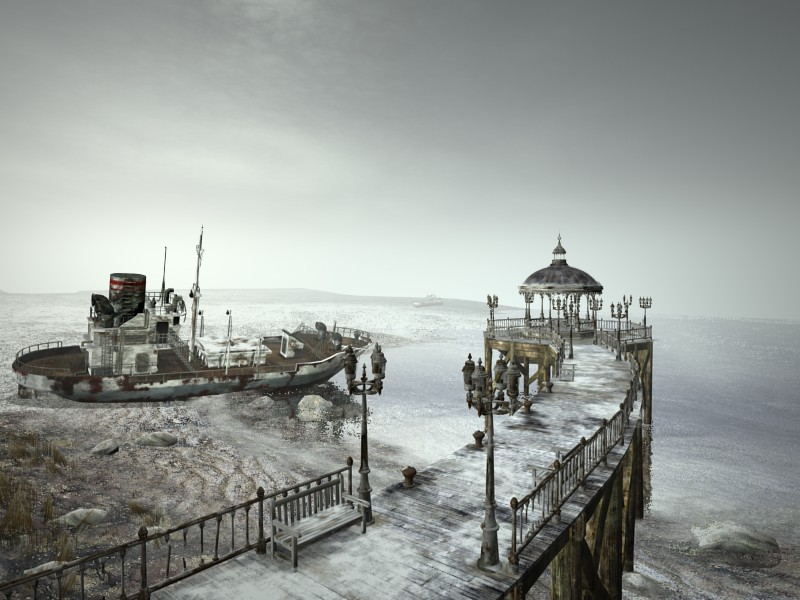
Aralbad
Noch weiter östlich als Komkolzgrad befindet sich das ehemals mondäne, von Politikern und anderen Prominenten geschätzte Seebad Aralbad. Die Umgebung der Stadt ist wüsten- oder steppenartig. Der See, an dem die Stadt liegt, hat sich aus unbekannten Gründen etwas zurückgezogen, was zu einem Niedergang des Ortes führte. Für den Spieler ist nur das luxuriöse Hotel Kronsky zugänglich, das über einen eigenen, langen Pier (dessen Ende soeben noch an das neue Seeufer heranreicht) sowie einen eigenen, kleinen Bahnhof verfügt. Obwohl das Hotel nicht mehr direkt am See liegt und Salzstürme die Außenareale überziehen, ist das Hotel weiterhin in Betrieb und hat Besucher, die die Therme des Hotels sowie die trockene Luft der Umgebung schätzen.

### Personen

#### Handelnde Personen

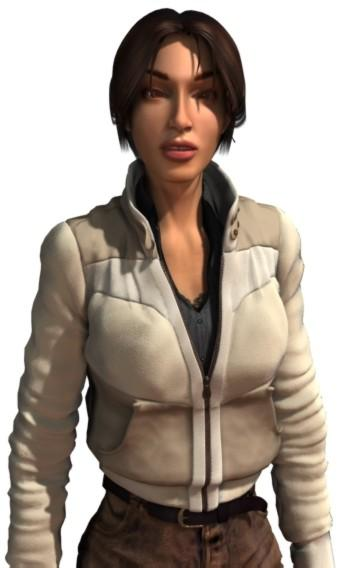
Kate Walker
Rechtsanwältin aus den Vereinigten Staaten, tätig für die in New York ansässige Anwaltskanzlei Marson & Lormont. Zu Beginn des Spiels ist sie sehr auf ihre berufliche Tätigkeit fokussiert, im Spielverlauf verliert ihre Arbeit jedoch mehr und mehr an Bedeutung für sie, während die Suche nach Hans Voralberg in den Mittelpunkt ihres Lebens rückt. Wie auch die Figur des Oscar dient die Figur der Kate Walker gelegentlich in der Cosplay-Szene als Vorbild für Kostümierungen.

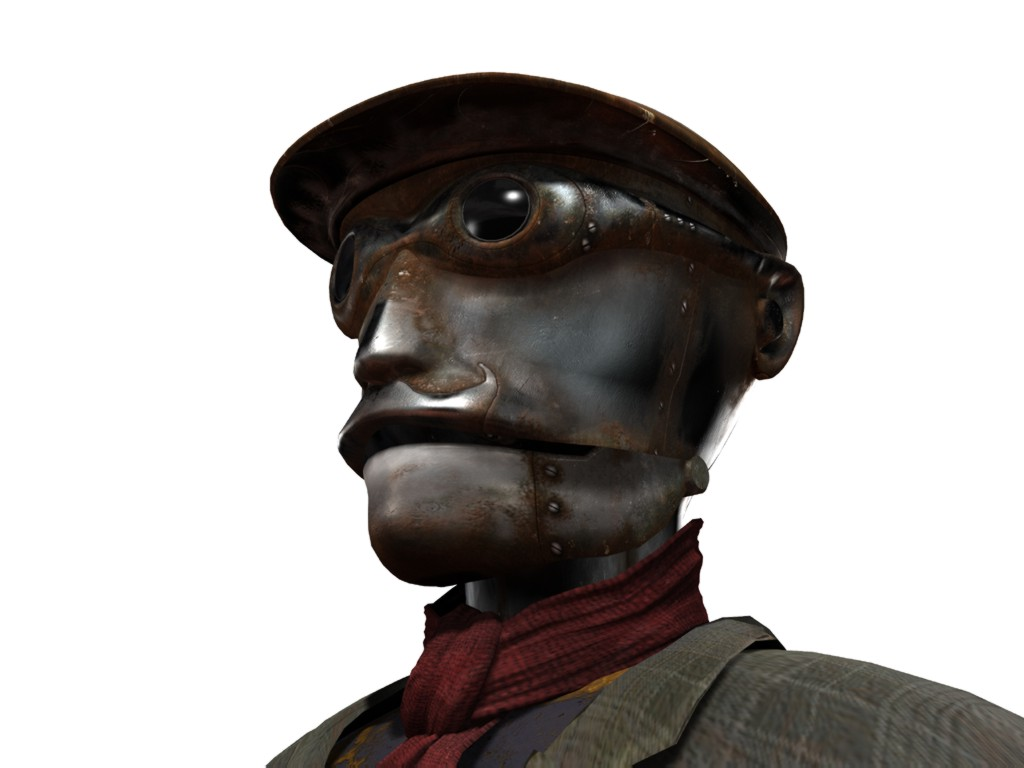
Oscar
Modellbezeichnung: XZ2000. Oscar ist ein Automat in Menschenform, der so fortschrittlich konstruiert ist, dass er universell einsetzbar ist und fast menschlich erscheint. Er ist altmodisch in einen Tweedanzug gekleidet und verwendet eine Schiebermütze. Er verfügt über Ansätze einer Persönlichkeit und kann in begrenztem Umfang Emotionen ausdrücken. Der Zug, mit dem Walker ihre Reise antritt, kann nur durch ihn bedient werden.
Momo
Geistig zurückgebliebenes Kind in Valadilène, etwa 10–15 Jahre alt. Ehemals gut vertraut mit Anna Voralberg, die in ihm Ähnlichkeiten zu ihrem Bruder Hans erblickte. So wie Hans hat auch Momo ein gesteigertes Interesse an Mammuts. Er verhilft Kate Walker zur Mammutpuppe in der Unglückshöhle.
Cornelius Pons
Paläontologie-Professor an der Universität Barrockstadt. Studierte einst gemeinsam mit Hans Voralberg. Kann mit Hilfe der von Kate Walker gefundenen Mammutpuppe seine Theorie über die Youkol fertigstellen. Hält an der Universität einen Vortrag über die Kultur der Youkol und der früheren Bedeutung des Mammuts für ihren Alltag und ihren Glauben.
Kapitän Malatesta
Seit 34 Jahren Kommandant der Torwache in Barrockstadt, der Visa für die Erlaubnis zum Verlassen der Stadt ausstellt. Hat das Amt von seinem Vater übernommen. Leidet unter starker Kurzsichtigkeit.
Serguei Borodine
Ehemaliger Direktor einer Fabrik im russischen Komkolzgrad. Nach der Schließung der nicht länger rentablen Fabrik verfiel Borodine langsam den Wahnsinn und lebt voll und ganz für seine fixe Idee, die ehemalige Opernsängerin Helena Romanski in „seiner“ mittlerweile leerstehenden Fabrik auftreten zu lassen.
Boris Charow
Ehemaliger Kosmonaut und Testpilot im ehemaligen Kosmodrom Komkolzgrad. Bekämpft Einsamkeit und Depressionen mit Alkohol. Kate Walker verhilft ihm zu einem Flug mit der von Hans Voralberg entwickelten, mechanischen Rakete; im Gegenzug verhilft er ihr zu einer Passage in einem Zeppelin nach Aralbad. Charows Schicksal nach dem Start seiner Rakete ist unbekannt.
Helena Romanski
Ehemalige Opernsängerin, die vor 15 Jahren ihre Stimme verlor und seitdem im Seebad Aralbad auf Heilung hofft. Mittels eines Cocktails und durch gutes Zureden kann Walker der Sängerin wieder zu Stimme und Selbstvertrauen helfen und so einen Auftritt in Komkolzgrad herbeiführen.
Hans Voralberg
Hans Voralberg tritt erst unmittelbar vor Spielende auf. Er hielt sich offenbar zuvor in Aralbad auf, tauchte aber erst auf, als Kate mit dem Zug in der Stadt eintraf. Durch den Unfall im Kindesalter blieb er körperlich klein. Abgesehen von einem ungewöhnlichen Sprachstil gibt es bei seinem Auftritt in Syberia keine Hinweise auf die ihm in Valadilène attestierte geistige Zurückgebliebenheit.

#### Personen im Hintergrund
Edouard Marson
Teilhaber der Anwaltskanzlei Marson & Lormont in New York, Vorgesetzter von Kate Walker. Marsons Interesse gilt der zügigen Abwicklung des Kaufs der Manufaktur Voralberg, für Verzögerungen durch die Ereignisse des Spiels hat er wenig Verständnis.
Dan
Kate Walkers Lebensabschnittspartner. Stellt sein eigenes berufliches Fortkommen über das Wohlergehen seiner Partnerin. Betrügt Walker während ihrer Abwesenheit mit ihrer besten Freundin Olivia.
Olivia
Kate Walkers beste Freundin, die Anteil an Walkers Erlebnissen nimmt. Kommt während Walkers Abwesenheit ihrem Verlobten Dan näher und gesteht Walker schließlich, Sex mit ihm gehabt zu haben.
Anna Voralberg
Die Eigentümerin der hochverschuldeten Manufaktur Voralberg wollte ihre traditionsreiche Firma an einen US-Investor verkaufen, starb aber 86-jährig einen Tag vor Vertragsabschluss. Zuvor informierte sie den örtlichen Notar, der das Geschäft für sie einfädeln sollte, noch über die Existenz ihres totgeglaubten Bruders Hans.

#### Sprecher
| Rolle             | Deutschland      | Vereinigtes Konigreich [ 4 ] | Frankreich [ 5 ] |
| ----------------- | ---------------- | ---------------------------- | ---------------- |
| Kate Walker       | Andréa Schieffer | Sharon Mann                  | Françoise Cadol  |
| Oscar             | Richard Sammel   | James Shuman                 |                  |
| Hans Voralberg    |                  | Allan Wenger                 |                  |
| Helena Romanski   | Caroline Daparo  | Caroline Daparo              | Caroline Daparo  |
| Kates Mutter      |                  | Jodi Forrest                 | Marie Vincent    |
| Olivia            |                  |                              | Céline Monsarrat |
| Edouard Marson    |                  | David Gasman                 | Hubert Drac      |
| Herr Afolter      |                  | Christian Erickson           |                  |
| Stationsvorsteher |                  | Christian Erickson           | Michel Barbey    |
| Malatesta         |                  | David Gasman                 | Hubert Drac      |

## Spielprinzip und Technik
Syberia ist ein sogenanntes 2,5D-Adventure. Aus Polygonen zusammengesetzte, dreidimensionale Figuren agieren vor vorgerenderten, mitunter teilanimierten, ansonsten aber statischen Kulissen.
In Bezug auf die Steuerung handelt es sich bei Syberia um ein Point-and-Click-Adventure: Der Spieler steuert die Spielfigur mit der Maus durch die Spielwelt. Mit den Maustasten kann er Aktionen einleiten, die den Spielcharakter mit seiner Umwelt interagieren lassen: Mit der linken Maustaste kann er Gegenstände untersuchen und aufnehmen sowie mit NPCs kommunizieren, während er mit der rechten Maustaste auf sein Inventar, sein Handy und gefundene Dokumente zugreifen kann. Dialoge werden durch eine Single-Choice-Auswahl vom Spiel vorgegebener Themen gesteuert. Syberia weicht hierbei von genreüblichen Vorgaben ab. Für gewöhnlich werden in Adventures auf die Situation bezogene Dialogoptionen angeboten. Kate Walker führt hingegen ein Notizbuch mit sich, in das sie mögliche Gesprächsthemen einträgt. Diese Themen werden in jedem Dialog als Optionen vorgegeben und vom Spiel im Sinne des aktuellen Stands der Handlung interpretiert. Neben dem in Adventurespielen üblichen Inventar, in dem von Walker gefundene Gegenstände verwaltet werden, gibt es ein ähnlich funktionierendes Zweitinventar für Dokumente, auf die Walker im Laufe des Spiels stößt.
Mit fortschreitendem Handlungsverlauf werden weitere Orte freigeschaltet. Es ergeben sich dadurch vier voneinander getrennte Spielwelten, die nur linear bereist werden können: Valadilène, Barrockstadt, Komkolzgrad und Aralbad. Eine neue Spielwelt wird erst zugänglich, wenn in der vorhergehenden Welt alle Aufgaben gelöst sind. Eine Reise zurück ist dann nicht mehr möglich, das Spiel verläuft also streng linear. Die Spielzeit beträgt etwa 15–20 Stunden. Zwischensequenzen werden in Spielgrafik, aber oft aus anderen Perspektiven dargestellt.

## Produktionsnotizen

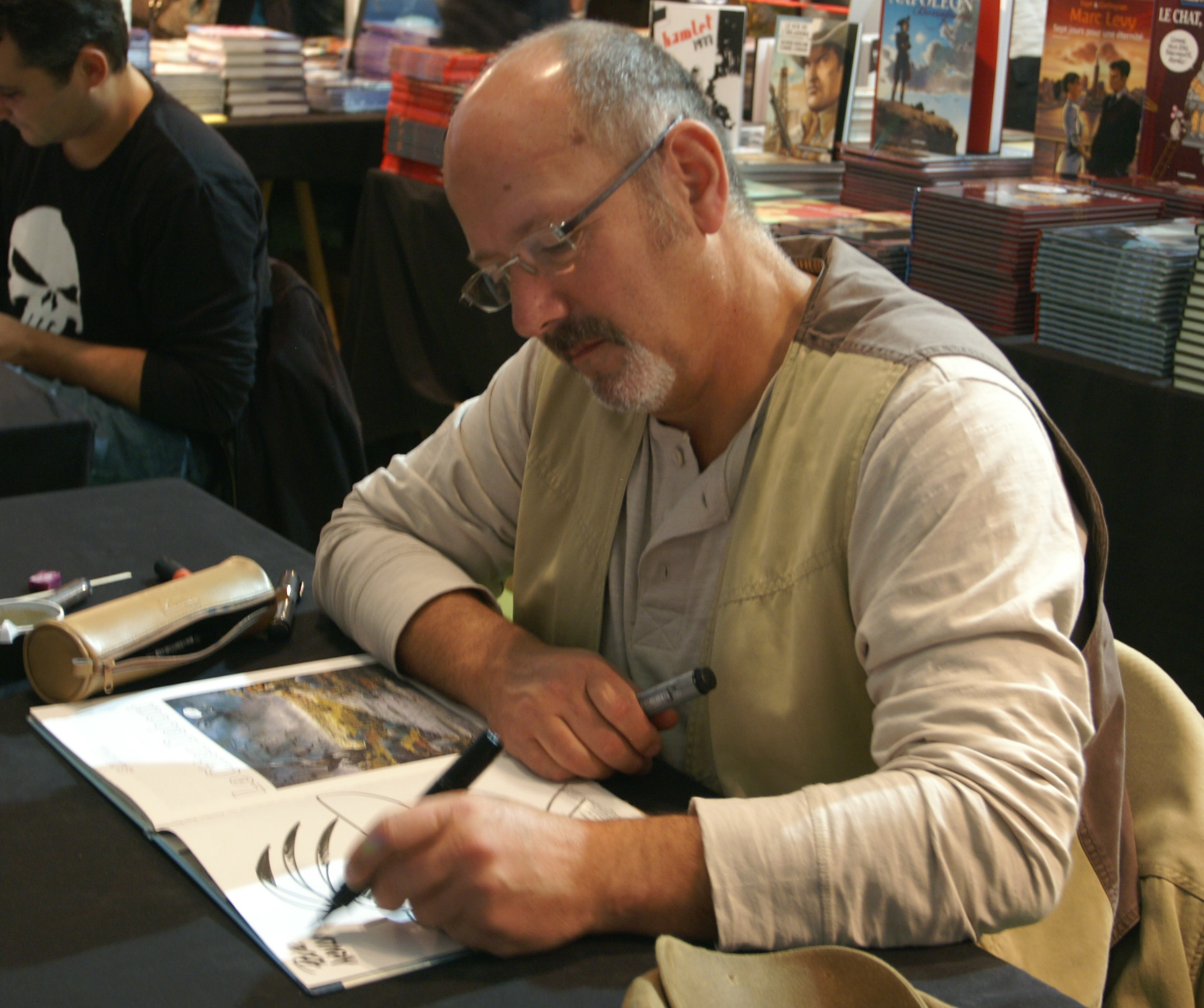
Benoît Sokal (2010)

Zum Erscheinenszeitpunkt des Spiels war das Genre Adventure wirtschaftlich nicht mehr erfolgreich. Insbesondere zweidimensionale Point-and-Click-Adventures, die in den 1990er-Jahren die Verkaufscharts anführten, verkauften sich kaum noch. Insofern stellte die Produktion eines klassischen Adventures im Jahr 2002 ein ökonomisches Wagnis dar. Erstellt wurde das Spiel in Microïds' Studio im kanadischen Montreal. Die Entwicklungszeit betrug 20 Monate, das Entwicklungsteam war über 30 Personen groß. Das Produktionsbudget betrug zwei Millionen US-Dollar, die höchste Summe, die Microïds bis dato in ein Projekt investiert hatte. Ursprünglich war seitens Sokal angedacht, die gesamte Syberia-Geschichte in einem Spiel zu erzählen, aus ökonomischen Gründen wurde sie aber in zwei Teile getrennt, Syberia und Syberia II, die zusammen fast vier Jahre Entwicklungszeit kosteten.
Sokals Großvater war Oberbefehlshaber der österreichischen Kavallerie, musste aber als Jude vor den Nazis fliehen und zog längere Zeit auf der Suche nach Sicherheit durch Osteuropa. Das Schicksal seines Großvaters floss laut Sokal in den Schreibensprozess des Spiels ein.
Premiere hatte Syberia am 18. Juli 2002 auf Windows-PCs. Die Versionen für PlayStation 2 und Xbox folgten im März 2003. 2009 erschien eine Version für die Handheld-Konsole Nintendo DS, für die einige Kompromisse eingegangen werden mussten. Aus technischen Gründen mussten die Auflösung reduziert und Spielelemente wie das Dokumenteninventar und die Telefondialoge entfernt werden, was den Charakter des Spiels deutlich veränderte. Die Versionen für mobile Endgeräte waren wieder nah am Original, wurden aber erst im Juni 2013 (iOS) bzw. im November 2014 (Android) veröffentlicht. Im Oktober 2017 folgte noch eine Version für die Nintendo Switch.

## Rezeption
Syberia erhielt überwiegend positive Bewertungen. Die Rezensionsdatenbank Metacritic aggregiert 26 Rezensionen zu einem Mittelwert von 82.
Das Fachmagazin Adventure-Treff stellte heraus, dass Syberia eine ungewöhnliche Erzählstrategie verfolge: Statt der üblichen Überraschungen und Plot-Wendungen lasse Syberia den Spieler graduell tiefer in das Spieluniversum eintauchen und nach und nach mehr über Hans Voralberg und seine Welt erfahren. Es handele sich um ein „erwachsenes“ Spiel mit tiefgründig angelegten Charakteren, das lediglich in einigen Dialogen und grotesken Situation etwas Humor entfalte. Redakteur Jan Schneider definierte einen „stets verschwimmenden, aber immer präsenten Grat zwischen Fiktion und Realität“ als prägendes Merkmal von Sokals Stil, der in die Realität des 20. Jahrhunderts einen „ständig spürbaren Hauch an Surrealismus“ einflechte. In technischer Hinsicht sei bemerkenswert, dass das Zusammenspiel von zweidimensionalen Hintergründen und dreidimensionalen Charakteren gut funktioniere; durch Farbgebung, Ausleuchtung und Antialiasing falle kaum auf, „dass (die Polygon-Modelle) technisch gesehen nicht dazugehören“.
4Players sah „sterile Schauplätze“, die es in „monotonen Fußmärschen“ linear zu durchlaufen gelte. Das Magazin lobte die Zwischensequenzen sowie die Lokalisierung des Spiels, kritisierte aber einen linearen Spielablauf „wie auf Schienen“, eine hakelige Steuerung sowie mangelnde Interaktionsmöglichkeit mit der Umgebung. In Summe wirke Syberia „einfach in jeder Hinsicht leb- und lieblos“. Das US-Magazin GameSpot titelte, Syberia biete „eine fesselnde Story, eine wahrhaft phantasievolle Spielwelt und eine beeindruckende Grafik“. Redakteur Scott Osborne hob hervor, dass das Spiel eine ganze Reihe sehr ungewöhnlicher Charaktere böte, von denen die wichtigeren sehr viel Tiefe hätten, während die Nebencharaktere mitunter recht klischeehaft daherkämen. Das Spielprinzip des Point-and-Click-Adventures sei „ein Überbleibsel einer vergangenen Ära“, böte aber aufgrund der visuellen Schönheit des Spiels eine willkommene Abwechslung von der Hektik moderner Spiele. Syberia bietet einen einzigartigen und unvergesslichen Grafikstil, der die Grenze zwischen Unterhaltung und Kunst verwische. Trotz einiger Designfehler wie repetitiver Laufwege beweise Syberia, dass das Adventure-Genre noch „voller Leben“ sei. Das US-amerikanische Magazin IGN gestand dem Spiel „atemberaubende Grafiken und einen guten Soundtrack“ zu, verriss aber das Gameplay: „Das Spiel ist extrem langweilig, und die Rätsel sind zu keinem Zeitpunkt herausfordernd oder interessant.“ Redakteurin Staci Krause kritisierte den Nebenplot rund um Walkers Verlobten Dan und ihre Freundin Olivia als überflüssig und die NPCs als nervig, mit Ausnahme von Oscar, der „frischen Wind“ in die Riege der Charaktere bringe und der amüsanteste und interessanteste Aspekt am Spiel sei.
Der Computerspiele-Journalist Kurt Kalata interpretierte 2011 in einer Retrospektive, dass die Begegnung mit NPCs wie Boris Charow und Helena Romanski, die in verschiedenen Stadien der Depression ihren verpassten Chancen nachtrauern, in Kate Walker einen Prozess auslöse, der sie ihren eigenen Platz im Leben hinterfragen lässt. Dass ihre Charakterentwicklung während des Spiels ausschließlich durch Telefonate mit ihrem New Yorker Umfeld dargestellt wird, sei für Adventures ein einmaliger Vorgang, da hierfür für gewöhnlich auf innere Monologe zurückgegriffen werde. Dass diese Technik der Charakterentwicklung in Syberia nicht besonders effektiv sei, liege daran, dass Kate Walker von ihrer Anlage her „einfach nur ein langweiliger Charakter“ sei. Die „Nervigkeit“ der NPCs führt er auf nachlässig übersetzte Dialoge zurück, außerdem klänge die Performance ihrer englischen Sprecher mit Ausnahme der von James Shuman (Oscar) „mutlos bis grausam“. Kalata lobte die einzigartige Architektur der Spielwelt, stellte aber heraus, dass diese im Übermaß Melancholie, wenn nicht Depression transportiere und eine Leblosigkeit an den Tag lege, die das Spielerlebnis mitunter ins Langweilige kippen könne. Das Spiel sei mit seinem Grundthema der Erforschung der menschlichen Beschaffenheit ambitioniert, lasse aber einen guten Plot und eine durchgehend faszinierende Spielwelt vermissen.
Im universitären Kontext befasste sich die Kulturwissenschaftlerin Randi Gunzenhäuser im Rahmen eines 2006 veröffentlichten Aufsatzes mit dem Spiel. Michele Dickey, Psychologieprofessorin an der University of Miami, nutzt Syberia als Beispiel für Erzähltechnik in einem Aufsatz über das Design interaktiver Lernumgebungen.

### Auszeichnungen
Zum Zeitpunkt des Erscheinens 2002 wurde Syberia mit mehreren Preisen geehrt. Das US-Printmagazin Computer Gaming World kürte Syberia im Rahmen seiner „Games of the Year“-Preisverleihung zum „Adventure Game of the Year“. Bei der „Game of the Year“-Preisverleihung des Magazins GameSpot wurde das Spiel zum „Best Adventure Game on PC“ gewählt. Bei den IGN-Awards erhielt Syberia in den Kategorie „Best Adventure“ den Publikumspreis.